# Солезіно
Солезіно (італ. Solesino, вен. Solesin) — муніципалітет в Італії, у регіоні Венето, провінція Падуя.
Солезіно розташоване на відстані близько 370 км на північ від Рима, 55 км на південний захід від Венеції, 29 км на південь від Падуї.
Населення — 7085 осіб (2014).

## Демографія
Населення за роками:

Станом на 1 січня 2023 року в муніципалітеті офіційно проживало 529 іноземців з 32 країн, серед них 137 громадян країн Євросоюзу та 10 громадян України.

## Сусідні муніципалітети
- Гранце
- Монселіче
- Поццоново
- Сант'Елена
- Стангелла